# Zorkóczy Béla
Zorkóczy Béla (Moson, 1898. március 27. – Budapest, 1975. november 18.) Kossuth-díjas gépészmérnök, egyetemi tanár.

## Élete, munkássága
Zorkóczy Béla fiatalon, 18-19 évesen került az első világháború olasz frontjára, ahol hadifogságba esett. Visszatérve beiratkozott a budapesti József Nádor Műszaki és Gazdaságtudományi Egyetemre, ahol 1924-ben szerezte meg gépészmérnöki diplomáját. Végzés után az egyetem Mechanikai Technológiai Tanszékén maradt tanársegédként, majd 1932-től 1934-ig adjunktusként. Első publikációja - A hegesztés technológiája és korszerű alkalmazása - 1930-ban jelent meg a Magyar Anyagvizsgálók Közleményeiben. 1934-ben a Hubert és Sigmund Acél- és Fémárugyár (a mai Kőbányai Vas- és Acélöntöde elődje) gyárfőnöke lett, 1937-ben műszaki igazgató, majd 1941–1944 között vezérigazgatója volt. Ipari tevékenysége mellett továbbra is előadott az egyetemen. 1945-ben a Csonka Gépgyárban dolgozott, ahol elindította a  könnyűfém-dugattyúk gyártását (a Vörös Hadsereg számára). 1945-től a Magyar Gyufaipari Rt.-nél műszaki igazgató volt.
1950-ben rövid ideig a Vasipari Kutató Intézetben volt osztályvezető, majd a miskolci Nehézipari Műszaki Egyetem Mechanikai Technológiai Tanszékének alapító tanszékvezetője lett. Ezt a munkakörét egészen 1969-es nyugdíjazásáig betöltötte. Közben ezzel párhuzamosan - 1962 és 1966 között - a Vasipari Kutató Intézet tudományos tanácsadója is volt. 1957-ben szerezte meg a műszaki tudományok kandidátusa címet, akadémiai doktori címét 1976-ban, posztumusz kapta meg. Kiemelkedő szakmai munkájáért 1956-ban Kossuth-díj kitüntetést, 1958-ban Bánki Donát-díjat kapott. Érdemeit 1974-ben a Nehézipari Műszaki Egyetem tiszteletbeli doktori címmel, a BME aranydiplomával ismerte el. Emlékére a Hegesztési Szakosztály 1983-ban Zorkóczy Béla-emlékérmet alapított. A Miskolci Egyetem aulájában áll mellszobra, Lakatos Pál Sándor alkotása. 1994-ben Kecskeméten is avattak szobrot tiszteletére.
Zorkóczy professzor kiemelkedő oktató tevékenységet folytatott, ugyanakkor tudományos tevékenysége is fontos volt: a mechanikai technológia számos területén folytatott eredményes kutató munkát. Tudományos munkássága középpontjában azonban végig a hegesztés és a hőkezelés volt. Alapító tagja volt a Gépipari Tudományos Egyesületnek, tagja volt a Kohó- és Gépipari Minisztérium Műszaki Tanácsának és az MTA Műszaki Osztálya különböző bizottságainak, az International Institute of Welding magyar bizottságának elnöke, illetve igazgatótanácsának tagja volt.

## Fontosabb művei
- A hegesztés technológiája és korszerű alkalmazása. Magyar Anyagvizsgálók Közleményei, 1930/8.
- Modern textilfestő berendezések. Magyar Textiltechnikusok Lapja, 1935/6.
- Gépészeti zsebkönyv (társszerzőkkel). Budapest, 1937.
- Maródásálló acélok. Budapest, 1942.
- Acélok hőkezelése. Budapest, 1949.
- Anyagismeret bányakutató és -művelő hallgatók számára. Miskolc, 1950.
- A hőkezelés technológiája. Budapest, 1951.
- Szerkezeti anyagok technológiája II–III. Miskolc, 1951.
- Az öntöttvas hőkezelése. Budapest, 1952.
- Hegesztési anyagismeret. Budapest, 1962.
- Metallográfia és anyagvizsgálat. Budapest, 1968.